# إخفاء (مسلسل)
إخفاء (بالكورية: 하이드)؛ هو مسلسل تلفزيوني كوري جنوبي، من بطولة لي بو يونغ، لي مو-ساينغ، لي تشونغ-اه، لي مين-جاي. مقتبس من المسلسل الويلزي "حفظ الإيمان" تم اصداره على كوبانغ بلاي في ساعة 10:00 وعلى قناة جاي تي بي سي في ساعة 10:30، بدءا من 23 مارس الى ابريل 28 2024. بث أيام السبت والاحد.

## القصة
تدور أحداث القصة حول نا مون يونج (لي بو يونج) المتزوجة من تشا سونج جاي (لي مو-ساينغ)، الذي يختفي فجأة دون اي أثر له. فتبدا مون يونغ بحثاً للعثور على زوجها وكشف سر اختفائه. حنيها تواجه حقيقة كبيرة يصعب تحملها.

## طاقم
- لي بو يونغ - نا مون يونج[2]
- لي مو-ساينغ - تشا سونج جاي[2]
- لي تشونغ آه - ها يون جو[2]
- لي مين جاي - دو جين وو[2]
- هونغ سيو جون - ما كانغ[6]
- جو إيون سول - تشا بوم[6]
- كيم سانغ هو بدور ضابط الشرطة[6]
- كيم يون سيو - كيم يون سون (الحلقة 1)[7]
- كيم مين بدور سيوك-غوو: سائق.[8]

## المشاهدات
| الموسم | الموسم | رقم الحلقة | رقم الحلقة | رقم الحلقة | رقم الحلقة | رقم الحلقة | رقم الحلقة | رقم الحلقة | رقم الحلقة | رقم الحلقة | رقم الحلقة | رقم الحلقة | رقم الحلقة | المتوسط |
| الموسم | الموسم | 1          | 2          | 3          | 4          | 5          | 6          | 7          | 8          | 9          | 10         | 11         | 12         | المتوسط |
| ------ | ------ | ---------- | ---------- | ---------- | ---------- | ---------- | ---------- | ---------- | ---------- | ---------- | ---------- | ---------- | ---------- | ------- |
|        | 1      | 976        | 1053       | 1041       | 1289       | 949        | 1120       | 993        | 964        | 954        | 1083       | 938        | 863        | 1019    |

| الحلقات | تاريخ البث    | تقييمات (نيلسن كوريا) | تقييمات (نيلسن كوريا) |
| الحلقات | تاريخ البث    | على الصعيد الوطني     | سيئول                 |
| ------- | ------------- | --------------------- | --------------------- |
| 1       | 23 مارس 2024  | 4.050%                | 4.433%                |
| 2       | 24 مارس 2024  | 4.323%                | 4.721%                |
| 3       | 30 مارس 2024  | 4.334%                | 5.040%                |
| 4       | 31 مارس 2024  | 5.977%                | 6.607%                |
| 5       | 6 أبريل 2024  | 4.467%                | 5.312%                |
| 6       | 7 أبريل 2024  | 4.959%                | 5.595%                |
| 7       | 13 ابريل 2024 | 4.273%                | 4.831%                |
| 8       | 14 ابريل 2024 | 4.708%                | 5.191%                |
| 9       | 20 ابريل 2024 | 4.132%                | 4.531%                |
| 10      | 21 ابريل 2024 | 4.552%                | 4.778%                |
| 11      | 27 ابريل 2024 | 4.431%                | 4.661%                |
| 12      | 28 ابريل 2024 | 4.018%                | 4.637%                |
| متوسط   | متوسط         | 4.519%                | 5.028%                |

## الانتاج
المسلسل من إخراج كيم دونغ هوي اعماله مسلسل الكفاح من أجل طريقي، وحكاية نوكدو ومن كتابة تشاي اه هيول وهونغ يو-جونغ ولي هي-سو، كما ستشرف المؤلفة هان بو-را على سرد القصة، من مؤلفاتها الحب السري (2013)، انعكاس لك (2021). وانتاجه من قبل استوديوهات جاي تي بي سي بتعاون مع استوديوهات سي جاي إي ان إم ودي كي إي أند إم. وهو مشروع تعاوني بين قناة JTBC ومنصة كوبانج بلاي المحلية.

## الاصدار
من المقرر عرض المسلسل في 23 مارس 2024، سيتم اصداره اولا في منصة كوبانج بلاي الساعة 10:00 وبعدها سيتم بثه على قناة جاي تي بي سي في الساعة 10:30 بتوقيت كوريا.

## روابط خارجية
- إخفاء على موقع IMDb (الإنجليزية)
- إخفاء على موقع فيلمافينيتي (الإسبانية)
- إخفاء على موقع قاعدة بيانات الفيلم (الإنجليزية)
- إخفاء على هانسينما